# 薩瓦河歐白魚
薩瓦河歐白魚（学名：Alburnus sava）為輻鰭魚綱鯉形目雅羅魚科歐白魚屬的其中一種，分布於歐洲克羅埃西亞及斯洛維尼亞薩瓦河上游的科爾帕河流域，體長可達21.8公分，棲息在礫石底質、水流湍急的溪流底中層水域，繁殖期在春季，生活習性不明。

## 扩展阅读
維基物種上的相關：薩瓦河歐白魚